# Nicolas Lemaître (horloger)
Pour les articles homonymes, voir Nicolas Lemaître et Lemaître.
Nicolas Lemaître (né le 28 septembre 1684 à Genève et mort le 23 août 1707 dans la même ville) est un maître-horloger genevois. Opposant au régime oligarchique des Vingt-Cinq et des Deux-Cents qui gouvernent alors la ville, fidèle de Pierre Fatio, il réunit plusieurs centaines de citoyens pour soutenir le Conseil général et donner à celui-ci un plus grand pouvoir législatif. Accusé de complot, il est condamné à mort et pendu le 23 août 1707 sur la plaine de Plainpalais.
L'endroit de son exécution est commémoré par une sculpture de marbre sous forme de QR code, qui renvoie vers une page dédiée du site internet de la ville de Genève.